# John-F.-Kennedy-Platz
John-F.-Kennedy-Platz er en plads i bydelen Schöneberg i Berlin, Tyskland. Pladsen er beliggende foran Rathaus Schöneberg, der var Vestberlins rådhus under Den Kolde Krig. Den har navn efter USA's daværende præsident John F. Kennedy, der i 1963 holdt sin senere så berømte Ich bin ein Berliner-tale på pladsen.
Pladsen fik sit navn efter John F. Kennedy blev myrdet i 1963. Tidligere hed den Rudolph-Wilde-Platz, opkaldt efter en tidligere borgmester i den dengang selvstændige by Schöneberg. Rudolph-Wilde-Park, der ligger lige ved rådhuset, er tillige opkaldt efter Rudolph Wilde.

## Teksten på mindetavlen
John F. Kennedy, 35. Präsident der Vereinigten Staaten von Amerika sprach in der Mittagsstunde des 26. Juni 1963 an dieser Stätte zu den Bürgern Berlins. Hier versammelten sich in der Nacht des 22. November 1963 die Berliner zur Totenklage für den ermordeten Staatsmann. In Dank und Ehrfurcht enthüllten sie am 26. Juni 1964 ihrem großen Freunde zum Gedächtnis diese Tafel.
Miteinander werden wir unsere Erde retten oder miteinander in den Flammen ihres Brandes umkommen aber retten können und retten müssen wir sie und damit werden wir uns den ewigen Dank der Menschheit verdienen und als Friedensstifter den ewigen Segen Gottes (John F. Kennedy in seinem Appell an die Völker 25. September 1961)
52°29′06″N 13°20′40″Ø / 52.485°N 13.344444444444°Ø